# Redingote

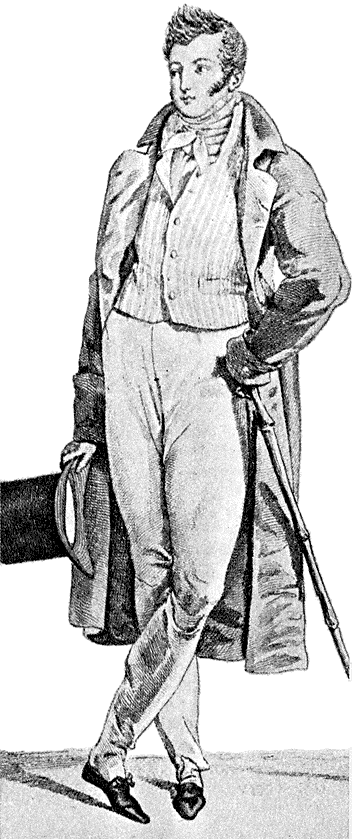
Uomo in redingote, 1813

La redingote (italianizzato in redingotte e redingotto), anche nota come giamberga (dallo spagnolo chamberga, a sua volta adattamento del nome del duca di Schönberg), è un elegante soprabito, legato sul davanti, aderente alla vita e svasato inferiormente. Ne esistono una versione maschile e una femminile.

## Etimologia e storia
Redingote è un'alterazione della locuzione originale di lingua inglese riding coat (letteralmente mantello per cavalcare) o, secondo altre fonti raining coat (mantello da pioggia). La redingote veniva originariamente usata nel Settecento in Europa per cavalcare; nel secolo successivo divenne un abito da passeggio.
In Inghilterra, le redingote (che prendevano il nome di frock coat), apparvero circa nel 1816. Venivano indossate come abiti informali durante i primi decenni del diciannovesimo secolo, durante l'epoca edoardiana?.
Molto in voga all'inizio degli anni 1840, è stata progressivamente sostituita dalla giacca. Numerosi tagli riferibili a questo capo di abbigliamento si sono succeduti nel corso del tempo, sia per i modelli maschili, sia per quelli femminili.

## Descrizione

### Redingoteda donna
Il capo fece la sua comparsa nel 1785, quando veniva impiegato per le corse equestri. In Francia la robe-redingote fu lanciata dalla regina Maria Antonietta, grande appassionata di equitazione, e dalla sua famosa modista Rose Bertin che poi esportò i suoi modelli in tutta Europa. La mantella, un indumento ingombrante, usato più che altro per scopi pratici, cominciò a evolversi in un capo alla moda solo agli inizi del 1800, quando le donne presero a indossare stretti abiti su misura, riducendone le dimensioni. La moda italiana lo adottò con il nome di redingotte o redingotto, adattandolo alle occasioni più convenzionali.
La redingote à la Hussar veniva confezionata con file parallele di trecce orizzontali, in modo simile alle uniformi degli Ussari. Lo stile continuò a evolversi fino al termine del XIX secolo, quando prese forma l'odierna redingote. Il taglio in tempi moderni è caratterizzato dalla chiusura al petto e all'addome, da una cintura e da una svasatura verso il bordo.

### Redingoteda uomo
La redingote di taglio maschile era una giacca lunga fino al ginocchio con falde aperte posteriormente, spacco frontale, colletto e due risvolti, baveri o revers (doppiopetto). Costituiva il cappotto lungo del XVIII e XIX secolo.
In francese il termine redingote veniva utilizzato abitualmente per descrivere un frock coat attillato. Quest'ultimo lemma viene usato dagli anglofoni come sinonimo di redingote.
Ai giorni nostri rientrano nella categoria "redingote" da uomo sia il taglio di certi cappotti aderenti, sia quello dei ben più voluminosi impermeabili dotati di mantelline o collari – taglio, quest'ultimo, che rimanda più precisamente alla "garrick" redingote dei primi del XIX secolo.